# Eric Shanteau
Eric Shanteau (ur. 1 października 1983 w Snellville) – amerykański pływak specjalizujący się w stylu zmiennym, mistrz olimpijski oraz mistrz świata w sztafecie.
W 2012 roku Amerykanin wywalczył złoty medal igrzysk olimpijskich w Londynie w sztafecie 4 × 100 m stylem zmiennym.
Na mistrzostwach świata Shanteau zdobył cztery medale, w tym dwa złote. Pierwszy wywalczył w 2009 roku w Rzymie w wyścigu sztafetowym 4 × 100 m stylem zmiennym ustanawiając wraz z zespołem nowy rekord świata z czasem 3:27.28, a drugi dwa lata później w Szanghaju w tej samej konkurencji.
Startując na mistrzostwach świata na krótkim basenie Shanteau w 2004 roku w Indianapolis zajął trzecie miejsce na dystansie 400 m stylem dowolnym.